# Jón Jónsson (1806–1881)
Jón Jónsson, född 24 februari 1806 på gården Drumhoddsstaðir i Árnessýsla, död 7 juli 1881 i Ålborg, var en isländsk-dansk ämbetsman
Jón blev candidatus juris 1830 och var 1836–1848 andra assessor i Landsoverretten i Reykjavik, därefter till 1873 stadsfogde i Ålborg. År 1847 utgav han en förteckning över samtliga gårdar på Island, Jarðatal à Íslandi, med deras matrikeltaxa samt en mängd statistiska uppgifter. Tidigare hade han publicerat en vägledning i reglerna för fastighetsregistrering och för användning av jordegods som pant för att därigenom öka självägandet i landet (Hugvekja i ellefu þættum um þinglýsingar, jarðakaup, veðsetningar og peningabrúkun á Íslandi, 1840).